# Impatiens clavicornu
Impatiens clavicornu är en balsaminväxtart som beskrevs av Porphir Kiril Nicolai Stepanowitsch Turczaninow. Impatiens clavicornu ingår i släktet balsaminer, och familjen balsaminväxter. Inga underarter finns listade i Catalogue of Life.